# Детский апперцептивный тест
Детский апперцептивный тест (англ. Children’s Apperception Test; САТ) — вариант Тематического Апперцептивного Теста (ТАТ) для детей; проективная психодиагностическая детская методика, которая была разработана Леопольдом и Соней Беллак. CAT предназначен для психологической диагностики эмоционального состояния, потребностей и личности детей в возрасте от 3 до 10 лет.

## История создания
Первый вариант CAT (1949) состоял из 10 картин, изображавших ситуации, героями которых являлись антропоморфизированные животные. В 1952 году была разработана дополнительная серия (CAT-S), картины которой охватывали ряд ситуаций, не учтённых в первом варианте CAT. Методика была предназначена для детей 3—10 лет и опиралась на предположение о том, что для детей этого возраста легче идентифицироваться с животными, чем с человеческими фигурами. Экспериментальные данные, однако, опровергли это допущение, и Беллак, хотя и не сразу согласившийся с его критикой, создал в 1966 году параллельный вариант с человеческими фигурами (САТ-Н). CAT стимулировал появление значительного количества валидных проективных методик исследования личности, ориентированных на изучение семейных и других отношений, аттитюдов детей. В последние годы тест в разных модификациях достаточно широко используется в работах психологов России, Украины и других стран СНГ. Опубликованы руководства и обзоры литературы (А. Г. Лидерс, А. Г. Колесников, 1992 и др.).

## Описание методики
Стимульный материал состоит из 10 стандартных чёрно-белых таблиц-рисунков. В качестве персонажей изображённых ситуаций выступают животные, которые в большинстве случаев выполняют человеческие действия. Рисунки выполнены в манере, характерной для детских книг, на них изображены различные ситуации, которые направлены на выявление проблем, связанных с удовлетворением потребности ребёнка в питании, конкуренцией между братьями и сестрами, взаимоотношениями с родителями, представлениями об отношениях между родителями (например, о пребывании их в одной постели), а также на исследование проблем агрессии, страхов.

## Процедура проведения
Исследование проводится индивидуально с каждым ребёнком в привычном и знакомом для него окружении. Картины показываются в пронумерованном порядке.
Инструкция: «Мы собираемся поиграть в игру. Ты будешь рассказывать истории о картинках, которые я тебе дам. Расскажи, что происходит, что животные делают сейчас, что было до этого момента, а что случится после.» Все ответы записываются буквально и позже анализируются. Следует записывать также все комментарии и действия ребёнка, имеющие отношения к рассказу.
После того, как составлены все рассказы, можно вернуться к каждому из них для уточнения отдельных моментов, например: почему какой-либо персонаж назван именно так, а не иначе, указано именно это место действия персонажей, именно этот возраст, и т. п., и даже почему именно так окончен рассказ. Если ребёнок не может сосредоточиться на исследовании, было бы неплохо попытаться сделать это позднее, но не откладывая надолго после предъявления теста. После проведения методики необходимо спросить у ребёнка, какие таблицы ему понравились больше всех, а какие меньше всех. Исследование длится 30-40 минут.

## Интерпретация результатов
Схема интерпретации рассказов по С. и Л. Беллак:
- Выделяется главная тема рассказов.
- Выделение главного героя рассказа, с которым идентифицируется ребёнок (он имеет сходство с испытуемым по полу и возрасту, события описываются с его точки зрения).
- Выделение главных потребностей и мотивов героя.
  1. Истинные потребности (на которые может указывать реализм в описаний, большое количество деталей и пр.)
  2. Слабоструктурированные потребности героя (в меньшей мере связанные с реальными потребностями испытуемого)
- В дальнейшем, в качестве значимых отмечаются персонажи, предметы и обстоятельства, включаемые в рассказ, а также, напротив, игнорируемые испытуемым.
- Анализируются среды и представление об окружающем мире. Подчёркивается значимость описания видения ребёнком персонажей и его реакций на них.
- Выясняются основные конфликты ребёнка и сопутствующие им защиты, а также природа основных страхов, среди которых наиболее значимыми являются — страхи, связанные с физической опасностью, возможностью наказания, отсутствием или утратой любви и опасностью быть покинутым.
- Иногда важно не то, что ребёнок замечает в таблице и рассказывает, а то, что он пропускает; обходит стороной, не видит.

Диалогический метод анализа рассказа по Бурлаковой Н. С. и Олешкевич В. И.
Данный анализ опирается на выделение определённых идентификаций. Единицей рассмотрения является высказывание, которое соотносимо с определённым субъектом этого высказывания и соответствующей идентификацией. Граница высказывания располагается там, где вступает в действие другой речевой субъект (другая идентификация).
- Важно выделить речевое высказывание. Как только чувствуется переход к другой идентификации, необходимо поставить смысловую точку. Важно соотносить высказывание с функционированием определённой идентификации.
- Далее производится анализ выделенных высказываний по отдельности. Для этого необходимо попытаться проникнуть в мир непосредственных переживаний автора рассказа, вжиться в саму материю микрорассказов и высказываний. Средством для осуществления такой процедуры является пересказ микрорассказа (высказывания) своими словами. Путём такого рода проговариваний исследователь как бы «приводит» себя на внутреннюю точку зрения автора данного микрорассказа.
- На третьем этапе анализа важно ввести все выделенные идентификации в диалогические и структурные отношения друг к другу.
- На следующем шаге анализа важно внимательно проанализировать не только саму «материю рассказа», но выделить в ней значимые оценочные отношения ребёнка к различного рода идентификациям, встроенным в рассказ. Другими словами, необходимо выделить присутствующую в рассказе специфическую авторскую (-ие) позицию(-и), а затем соотнести её со всеми идентификациями, которые были найдены в рассказе. Таким образом можно понять структуру отношений рационального Я ребёнка, некоторой организующей рациональной позиции Я, по отношению к отдельным идентификациям.

Авторская позиция определяет, с одной стороны, «зону ближайшего развития» ребёнка, поскольку задает характер и уровень структурации и интеграции внутреннего опыта, формирует и обозначает специфическое целостное отношение к себе. Данная позиция предполагает появляющуюся способность отнестись к своему внутреннему опыту и способность контролировать его, то есть возможность идентифицироваться с некоторой внешней позицией по отношению к нему. Можно фиксировать качество и характер, содержание авторской позиции, что является показателем того, каким образом ребёнок синтезирует свой внутренний опыт, что и определит в свою очередь динамику развития самосознания. С другой стороны, авторская позиция определит также и основные стратегии защиты, которые формируют более рационализированные структуры самосознания.
Частота обсуждаемости тем по каждой из картинок.
- Таблица 1 («Цыплята за столом»)

Цыплята сидят за столом, на котором большая миска с пищей. С одной стороны большая курица, неясно очерченная.
Ответы вращаются вокруг пищи, достаточно ли его кормил каждый из родителей. Темы конкуренции братьев — сестёр сводятся к тому, кто получит больше, кто лучше себя ведёт и т. д. Пища может оказаться подкреплением или, наоборот, от неё отказывается как от представляющей опасности, основные проблемы связаны с удовлетворением или — фрустрацией, пищевыми проблемами и т. п.
- Таблица 2 («Медведи, перетягивающие канат»)

Один медведь, тянущий канат в одну сторону в то время, как другой медведь с медвежонком тянут в другую сторону.
Интересно наблюдать идентифицирует ли себя ребёнок с фигурой, которая сотрудничает, с отцом или матерью. Это может выглядеть как серьёзная борьба, сопровождающаяся страхом или агрессией, которая завершает собственную агрессию или автономию ребёнка. Более мягко эта картина может казаться игрой (в перетягивание каната, например). Например, сам канат может быть источником рассмотрения — канат порвался — это является источником последующей опасности.
- Таблица 3 («Лев с трубкой»)

Лев с трубкой и тростью, сидящий в кресле, в нижнем правом углу маленькая мышь появляется в норе.
Льва обычно видят как фигуру отца, экипированного такими предметами, как трубка и трость. Позже это может видеться как инструмент агрессии или может быть использовано, чтобы сделать родительскую фигуру старой, беспомощной, которую не нужно будет бояться. Если лев воспринимается как сильная родительская фигура, важно отметить — мягкий ли он или сильный и опасный.
Мышь большинство детей видят как ребёнка и часто идентифицируют с собой. В этом случае, посредством хитрости и обстоятельств мышь могут сделать более сильной. С другой стороны, она может быть полностью во власти льва. Некоторые дети идентифицируются со львом, давая подтверждение конфликту между согласием и автономией и т. д.
- Таблица 4 («Кенгуру с кенгурятами»)

Кенгуру в дамской шляпке на голове, несущая сумку с молочными бутылками. В её сумке кенгурёнок с воздушным шаром, на велосипеде кенгурёнок побольше.
Тут обычно проявляются темы конкуренции с братом или сестрой, или беспокойство по поводу появления малыша. В то же время, здесь просматривается связь с матерью — часто важная черта.
Иногда ребёнок, который старший брат или сестра, идентифицирует себя с младенцем в сумке. Это показывает регрессивное желание с целью быть ближе к матери. С другой стороны, ребёнок, который реально моложе, может идентифицировать себя со старшим, это означает его желание независимости и власти. Сумка может давать пищевые темы. Также может быть введена тема бегства от опасности. Это может быть связано с бессознательным страхом в области взаимоотношений отца и матери, секса, беременности.
- Таблица 5 («Два медвежонка в кроватке»)

Затемнённая комната с большой кроватью на заднем плане. Детская кроватка на переднем плане, в которой два маленьких медвежонка.
Ребёнок рассматривает то, что происходит между родителями в кровати. Эти истории хорошо отражают догадки, наблюдения, смущения и эмоциональные переживания у части детей. Два ребёнка в детской кроватке — дает темы о взаимных манипуляциях и исследованиях между детьми.
- Таблица 6 («Медведи в затемнённой пещере»)

Тёмная пещера с двумя фигурами медведей, неясно очерченными, на заднем плане; медвежонок, лежащий впереди.
Эта картина используется в сумме с Картиной 5. Картина 6 будет с большей частотой и сильнее действовать на всё, что оставалось на заднем плане в реакциях на изначальную сцену. Будет отражена ревность в этой тройственной ситуации. Проблема мастурбации во время пребывания в постели может проявится как в реакциях на картину 5, так и на картину 6.
- Таблица 7 («Разъярённый тигр и обезьяна»)

Тигр с обнажёнными клыками и когтями, прыгающий на обезьяну, которая также прыгает в воздух.
Здесь демонстрируются страхи, избегание агрессии и способы борьбы с ними. Часто становится очевидной степень напряжения ребёнка. (Это может быть настолько сильным, что ведёт к отвержению картины, или могут быть такие защитные реакции, как превращение в безобидный рассказ. Обезьяна может даже перехитрить тигра. Хвосты животных легко могут вызвать рассказы, ведущие к проецированию страха.
- Таблица 8 («Взрослая обезьяна беседует с маленькой обезьянкой»)

Две взрослых обезьяны сидят на софе и пьют из чайных чашек. Одна взрослая обезьяна сидит на подушечке и беседует с маленькой обезьянкой.
Тут часто выявляется роль, в которую ребёнок помещает себя внутри семейного созвездия. Его интерпретация главной (на переднем плане) обезьяны как фигуры отца или матери, становится значимой в отношении его восприятия этой фигуры как доброй обезьяны, или как делающей выговор, подавляющей.
- Таблица 9 («Зайчонок в тёмной комнате»)

Тёмная комната просматривается из освещённой комнаты через открытую дверь. В темноте — зайчонок, сидящий в детской кровати, смотрящий в дверь.
Тема страха темноты, одиночества, страха быть брошенными родителями, удовлетворяют наше любопытство посредством того, что может быть в следующей комнате или общего ответа на картину.
- Таблица 10 («Щенок на лапах взрослой собаки»)

Щенок, лежащий на лапах взрослой собаки, обе фигуры с минимумом выразительных черт, фигуры расположены на переднем плане в ванной комнате.